# الکساندر مول
الکساندر مول (انگلیسی: Alexander Maul؛ زادهٔ ۲۴ سپتامبر ۱۹۷۶) بازیکن فوتبال اهل آلمان است.
از باشگاه‌هایی که در آن بازی کرده‌است می‌توان به باشگاه فوتبال یان رگنسبورگ و باشگاه فوتبال کارل زایس ینا اشاره کرد.